# Bluwenicze
Bluwenicze (biał. Блювінічы; ros. Блювиничи) – wieś na Białorusi, w obwodzie brzeskim, w rejonie brzeskim, w sielsowiecie Czernawczyce.
W XIX w. wieś i majątek ziemski. W dwudziestoleciu międzywojennym leżały w Polsce, w województwie poleskim, w powiecie brzeskim, w gminie Turna. Po II wojnie światowej w granicach Związku Sowieckiego. Od 1991 w niepodległej Białorusi.